# Hedsidenbi
Hedsidenbi, Colletes fodiens, är ett bi som är medlem av familjen korttungebin och släktet sidenbin.

## Beskrivning
Hedsidenbiet har rödbrun päls på hjässan och mellankroppens ovansida, medan ansiktet samt mellankroppens sidor och undersida, inklusive benen, har blek, gulaktig till nästan vit behåring. Honan har dessutom heltäckande behåring på clypeus (munskölden). Typiskt för sidenbin, tillsammans med släktet citronbin, är att tungan är delad. Bakkroppen har svart grundfärg, med vitaktiga, täta hårband på tergiternas bakkanter. Hårbandet på honans första tergit är avbrutet på mitten, och tergitens främre del är täckt av en gles, upprättstående, ljus behåring. Hanen har generellt längre behåring än honan. Kroppslängden är 9 till 11 mm hos honan, 8 till 10 mm hos hanen.

## Ekologi
Hedsidenbiet förekommer främst på sandiga biotoper, som sanddyner, sandängar, mindre sandtag, sandhedar, sandstäpper och störd mark som militära övningsfält. Arten gräver sina larvbon främst i sandmark med sparsam växtlighet, men även lössjord kan koppa ifråga. Bona kan parasiteras av filtbina ängsfiltbi och troligtvis även hedfiltbi, vars larver lever av värdlarvens matförråd.
Hedsidenbiet flyger mellan juli och tidigt i september. Generellt är arten specialiserad på att hämta pollen från blommor ur familjen korgblommiga växter och då främst renfana. I Storbritannien föredrar den dock stånds medan det svenska beståndet har hedblomster som huvudsaklig pollenkälla; på Öland, där hedblomster inte växer, besöker den emellertid främst renfana. Nektar hämtar arten också främst från korgblommiga som röllika, åkertistel, kamomill och grönfibbla, men även från törelväxter, rosväxter (som björnbär), fetbladsväxter (som engelsk fetknopp), törelväxter, ljungväxter (som purpurljung), (viveväxter (som kärrmire) samt klockväxter (som blåmunkar).

## Utbredning
Utbredningsområdet omfattar Syd-, Mellan-, norra Nordeuropa och angränsande delar av Asien från Storbritannien (då huvudsakligen England, Wales och Kanalöarna) och Iberiska halvön i väster österut över Turkiet och Centralasien till Mongoliet, västra Kina och Pakistan.
Globalt sett är arten rödlistad som sårbar ("VU") av IUCN. Främsta skälen är habitatförlust på grund av uppodling och markexploatering.                                                                                                              
I Sverige förekommer hedsidenbiet framför allt i Skåne, men även i Halland, Blekinge och Öland. Från Småland finns bara ett par fynd, och från Västergötland finns en osäker uppgift från 1800-talet. Arten minskar i landet och är rödlistad som nära hotad ("NT"). Främsta anledningen är habitatförlust på grund av byggnation (vägar, bebyggelse och anläggningar som golfbanor och liknande). Igenplantering och vägkantsslåtter är andra hot.
I Finland saknas arten helt.